# Richard Oehm

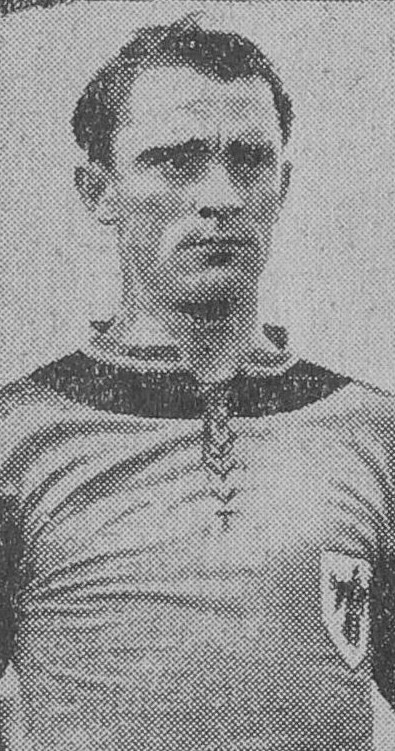
Richard Oehm, um 1934

Richard Oehm (* 22. Juni 1909 in Nürnberg; † 20. Mai 1975), auch „Tipfi“ gerufen, war ein deutscher Fußballspieler. 

## Karriere

### Vereine
Oehm begann in der Jugendabteilung des 1. FC Nürnberg mit dem Fußballspielen, wechselte jedoch auf Betreiben seines Vaters zum VfR Mögeldorf. Seine Verbundenheit mit dem 1. FC Nürnberg war jedoch so groß, dass er später – trotz seines Gartenbauarchitekturstudiums in Weihenstephan – zum 1. FC Nürnberg zurückkehrte und lieber die Anreise zu den Spielen mit dem Zug auf sich nahm, als zu einem Münchner Verein zu wechseln. Der ersten Mannschaft gehörte er fortan von 1929 bis 1939 an, für die er 417 Pflichtspiele bestritt, den 1935 erstmals ausgetragenen nationalen Pokalwettbewerb für Vereinsmannschaften und die Deutsche Meisterschaft 1936 gewann. Wie ernst ihm diese Verbundenheit gewesen ist, zeigt auch, dass er seine Spielerposition immer wieder wechseln musste. Zunächst begann er als Halbstürmer, bevor ihn Trainer Jenő Konrád zum Mittelläufer umschulte. Doch auch diese Position behielt er nicht immer, sondern diente häufig als „Versuchskarnickel“, wie ihn die Vereinszeitung 1935 nannte.
Zunächst spielte er bis 1933 in den vom Süddeutschen Fußball-Verband organisierten Meisterschaften in der Gruppe Nordbayern innerhalb der Bezirksliga Bayern. 1932 und 1933 gewann er mit dem 1. FC Nürnberg die Nordbayrische Meisterschaft, bevor er von 1933 bis 1939 in der Gauliga Bayern, in einer von zunächst 16, später auf 23 aufgestockten Gauligen zur Zeit des Nationalsozialismus als einheitlich höchste Spielklasse im Deutschen Reich Punktspiele bestritt. In diesem Zeitraum gewann er mit seiner Mannschaft viermal die Gaumeisterschaft und kam infolgedessen in insgesamt 32 Endrundenspielen um die Deutsche Meisterschaft zum Einsatz, in denen er acht Tore erzielte. Des Weiteren bestritt er von 1935 bis 1938 13 Spiele im Tschammerpokal-Wettbewerb, in dem ihm zwei Tore gelangen.

### Nationalmannschaft
Oehm bestritt drei Länderspiele für die A-Nationalmannschaft, wobei er am 25. September 1932 in Nürnberg beim 4:3-Sieg über die Nationalmannschaft Schwedens debütierte. Seinen letzten Einsatz als Nationalspieler hatte er am 11. März 1934 in Luxemburg beim 9:1-Sieg über die Nationalmannschaft Luxemburgs im Qualifikationsspiel für die vom 27. Mai bis 10. Juni in Italien stattfindende Weltmeisterschaft. Für diese fand er von Reichstrainer Otto Nerz letztendlich keine Berücksichtigung.

## Erfolge
- Deutscher Meister 1936
- Tschammerpokal-Sieger 1935
- Gaumeister Bayern 1934, 1936, 1937, 1938
- Nordbayrischer Meister 1932, 1933

## Sonstiges
- Zum 1. Mai 1933 trat er der NSDAP bei (Mitgliedsnummer 3.210.992).[1][2]
- Seinen Spitznamen „Tipfi“ erhielt Oehm als Junge, weil er damals noch „klein wie ein i-Tüpfelchen“ gewesen sein soll. Trotz einer späteren Körpergröße von 1,88 m blieb ihm dieser Spitzname erhalten.
- Auch nach Ende seiner aktiven Karriere blieb Oehm dem 1. FC Nürnberg verbunden und fungierte ab 1952 als Spielerobmann im Vereinsvorstand.
- 1952 zog er für die Deutsche Demokratische Partei in den Nürnberger Stadtrat ein.